# Drążgów
Drążgów is een plaats in het Poolse district  Rycki, woiwodschap Lublin. De plaats maakt deel uit van de gemeente Ułęż en telt 269 inwoners.